# 草果
草果，是薑科草果属的一种植物。
草果生长在热带、亚热带的荫蔽潮湿的林中地带，人工栽培以云南为主。其干燥的果实被用作中餐调味料和中草药。

## 形态
多年生常绿草本，可高达2.5-3米。全株有辛香味。具横走根茎，淡紫红色，肥大类似姜，起支撑作用；其两侧和顶端有粉红色须报。根茎上的叶芽生出直立茎，深绿色，基部带紫红色，圆柱形有节，一般有叶片12－16片。叶2列，具短柄或无柄。大型披针形叶片，全缘，两面光滑无毛。
穗状花序自根茎上生出，呈球形。每穗有红色花60－120朵，螺旋状排列。
椭圆形或纺锤形肉质蒴果，有短果柄。果实初为鲜红色，成熟时紫红色，不开裂，晒干或烘干后棕褐色。每个果实内有20-66粒种子。种子多角形，长0.4-0.7厘米，宽0.3-0.5厘米，种仁白色，平均千粒重120-140克，有浓郁的辛辣香气。

## 用途

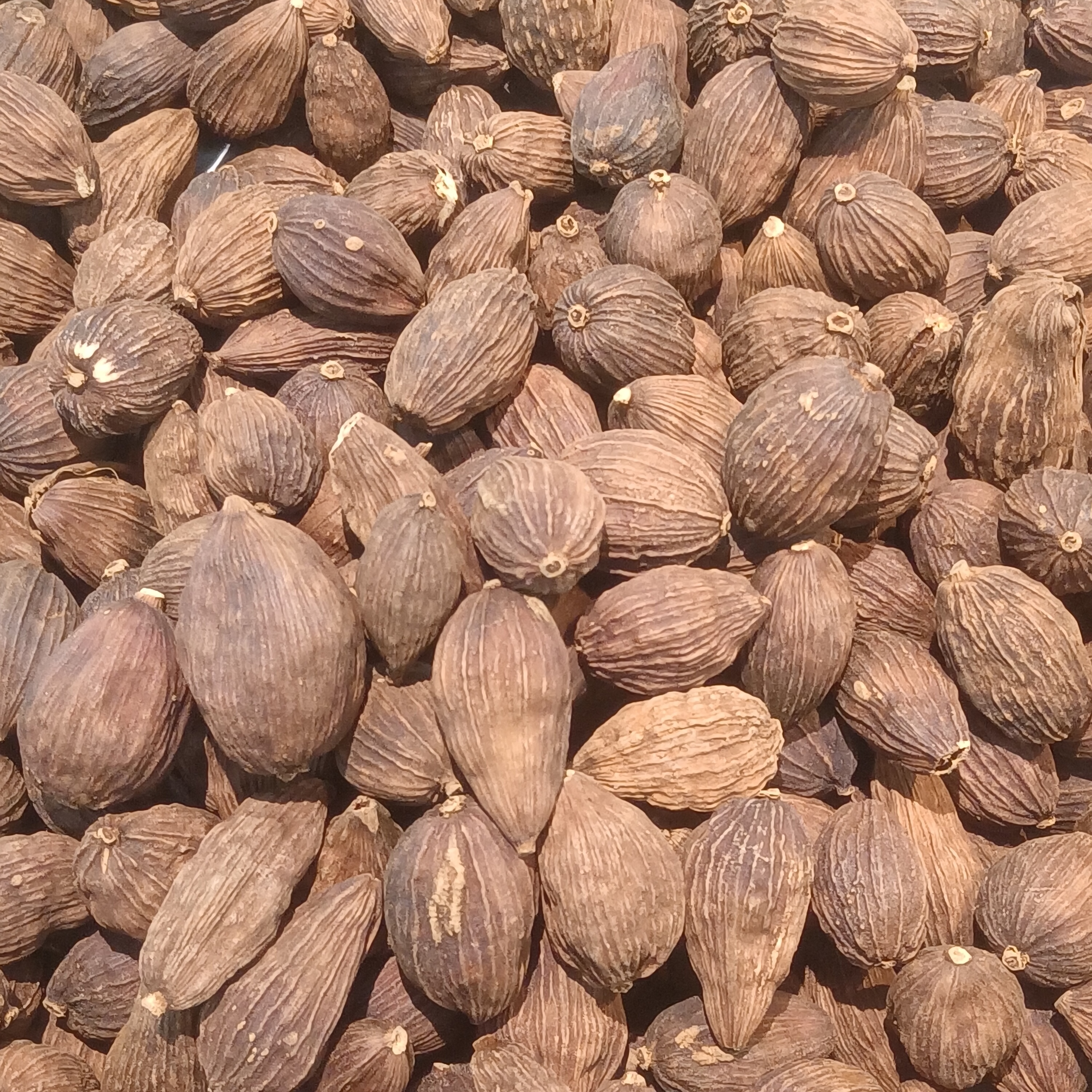
产自云南的草果干

中医使用晒干，炒至焦黄色的草果，进一步去壳者也称草果仁。认为其性味辛温。归脾胃经，有燥湿温中，除痰截瘧的作用。临床上用来治疗胃脘胀痛，恶心呕吐、咳嗽、疟疾等症状，以及解酒毒，去口臭。
传统中餐烹饪中经常用草果的辛辣香气来遮盖肉类的腥味，特别是在炖煮牛羊肉中。草果也是一些配合的调味料成份之一，例如五香粉，咖哩粉和十三香。
另外，草果的茎、叶和果也可提取芳香油，用做制药、香料等工业的原料。

## 外部連結
- 草豆蔻 Caodoukou （页面存档备份，存于） 藥用植物圖像數據庫 (香港浸會大學中醫藥學院) （中文）（英文）
- 草豆蔻 中藥材圖像數據庫  (香港浸會大學中醫藥學院) （中文）（英文）
- 草果 中藥材圖像數據庫  (香港浸會大學中醫藥學院) （中文）（英文）
- 草果 Cao Guo （页面存档备份，存于） 中藥標本數據庫 (香港浸會大學中醫藥學院) （繁體中文）（英文）